# Консепшен-Джанкшен (Міссурі)
Консепшен-Джанкшен (англ. Conception Junction) — місто (англ. city) в США, в окрузі Нодавей штату Міссурі. Населення — 177 осіб (2020).

## Географія
Консепшен-Джанкшен розташований за координатами 40°16′6″ пн. ш. 94°41′29″ зх. д. / 40.26833° пн. ш. 94.69139° зх. д. (40.268383, -94.691363).  За даними Бюро перепису населення США в 2010 році місто мало площу 0,81 км², уся площа — суходіл.

## Демографія
Згідно з переписом 2010 року, у місті мешкало 198 осіб у 78 домогосподарствах у складі 48 родин. Густота населення становила 244 особи/км².  Було 97 помешкань (119/км²).
Расовий склад населення:
| - 100,0 % — білих |

До двох чи більше рас належало 0,0 %. Частка іспаномовних становила 0,0 % від усіх жителів.
За віковим діапазоном населення розподілялося таким чином: 33,3 % — особи молодші 18 років, 55,6 % — особи у віці 18—64 років, 11,1 % — особи у віці 65 років та старші. Медіана віку мешканця становила 34,3 року. На 100 осіб жіночої статі у місті припадало 110,6 чоловіків;  на 100 жінок у віці від 18 років та старших — 103,1 чоловіків також старших 18 років.
Середній дохід на одне домашнє господарство  становив 52 377 доларів США (медіана — 44 167), а середній дохід на одну сім'ю — 58 302 долари (медіана — 58 750). Медіана доходів становила 36 250 доларів для чоловіків та 34 375 доларів для жінок. За межею бідності перебувало 7,1 % осіб, у тому числі 8,7 % дітей у віці до 18 років та 14,3 % осіб у віці 65 років та старших.
Цивільне працевлаштоване населення становило 104 особи. Основні галузі зайнятості: освіта, охорона здоров'я та соціальна допомога — 36,5 %, виробництво — 20,2 %, публічна адміністрація — 7,7 %, мистецтво, розваги та відпочинок — 7,7 %.